# Jung Jin-sun
Jung Jin-Sun (Seul, 24 de janeiro de 1984) é um esgrimista profissional coreano, medalhista olímpico.
Jung Jin-Sun representou seu país nos Jogos Olímpicos de Verão de 2008 e 2012. Conquistou a medalha de bronze no sabre individual em 2012.